# Первомайская демонстрация 1986 года в Киеве
Первомайская демонстрация 1986 года в Киеве — торжества по случаю традиционного празднования Международного дня труда, проведённого 1 мая 1986 года после аварии на Чернобыльской АЭС на Крещатике в Киеве. Власти, несмотря на высокий уровень радиационного загрязнения в Киеве, не отменили народные шествия. В советские времена для представителей предприятий, учреждений, учебных заведений посещение таких мероприятий было обязательным. В общей сложности к участию в праздновании привлекли около 120 тысяч киевлян и гостей столицы, в том числе и детей.

## Авария на Чернобыльской АЭС

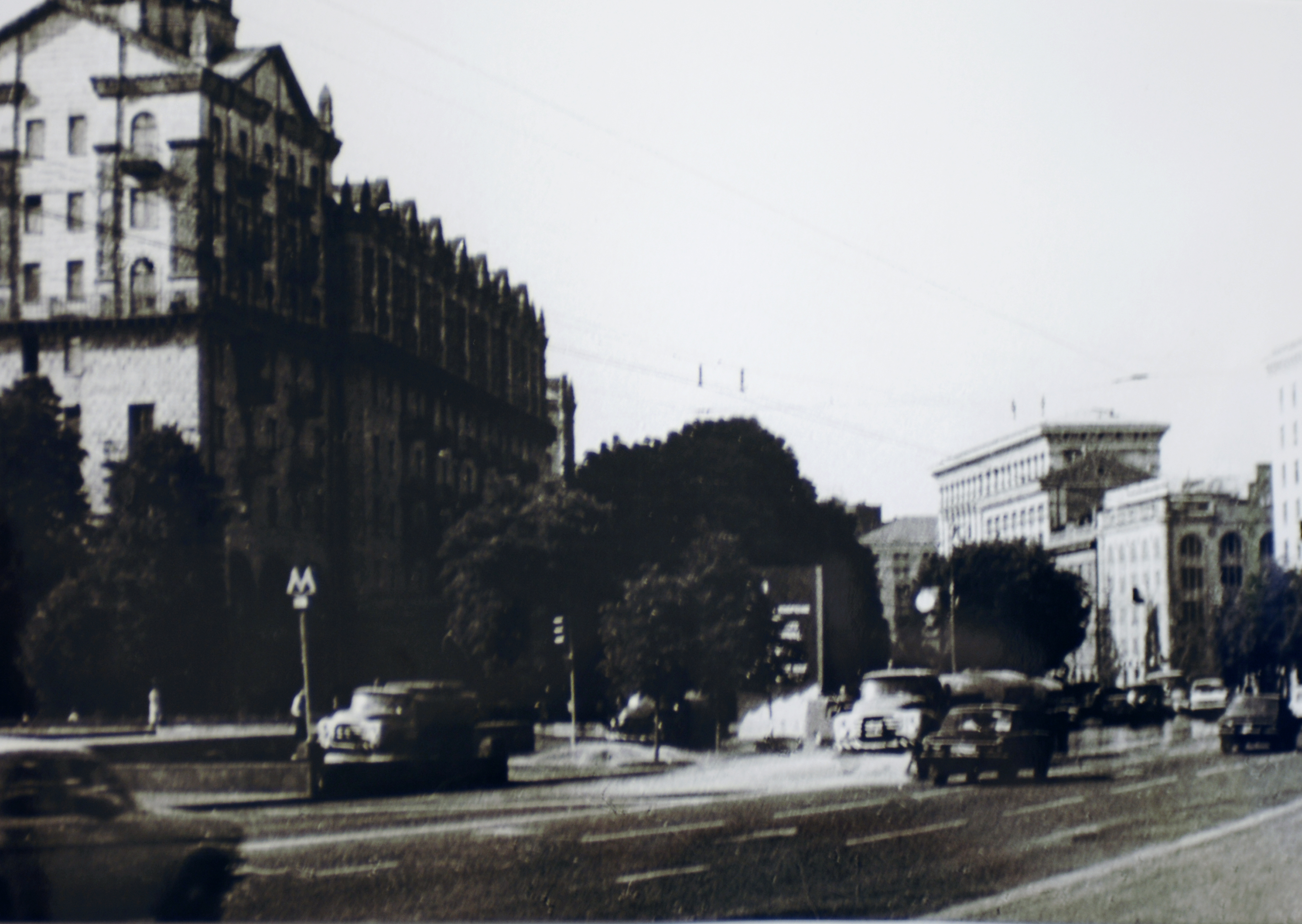
Дезактивация Крещатика, 1 мая 1986 года

Авария на Чернобыльской АЭС произошла в ночь на 26 апреля 1986 года. Два тепловых взрыва разрушили четвёртый энергоблок Чернобыльской атомной электростанции (ЧАЭС). В окружающую среду было выброшено большое количество радиоактивных веществ. Произошёл выброс мощностью 300 Хиросим.
Катастрофа считается самой большой за всю историю ядерной энергетики.
Радиоактивное облако от аварии прошло над европейской частью СССР, большей частью Европы, восточной частью США. Приблизительно 60 % радиоактивных веществ осело на территории Беларуси. Около 200 000 человек были эвакуированы из зон загрязнения.
Руководство УССР и СССР поначалу пыталось скрыть масштабы трагедии. Только после давления со стороны Западных стран и оценки реальных объёмов заражения началась эвакуация около 130 000 жителей Киевской области из загрязненных районов. Вокруг ЧАЭС создана 30-километровая зона отчуждения.
Несмотря на последствия аварии, руководство организовало проведение первомайских демонстраций в Киеве, Минске и других городах.

## Подготовка к демонстрации
Ежегодно 1 мая в СССР отмечался праздник Первого мая. К участию в демонстрациях по всем советским городам привлекали сотни тысяч рабочих, студентов, детей.
29-30 апреля 1986 года общесоюзное и украинское республиканское руководство обсуждало вопрос о целесообразности массового привлечения людей на праздничные мероприятия на пятый день после аварии на ЧАЭС. На необходимости проведения демонстрации настаивал генеральный секретарь ЦК КПСС Михаил Горбачёв. Он старался не допустить паники среди населения. А празднование должно было успокоить граждан. За срыв Первомая руководитель СССР угрожал первому секретарю ЦК КПУ Владимиру Щербицкому увольнением.
Комитет государственной безопасности (КГБ) предоставлял успокаивающие доклады. 29 апреля председатель КГБ УССР Степан Муха в докладной записке Владимиру Щербицкому «Об обеспечении государственной безопасности в период подготовки и проведения торжеств, посвященных празднованию 1 Мая — Дня международной солидарности трудящихся» сообщал:
Получаемая в КГБ УССР информация свидетельствует о том, что подготовка к празднованию 1 мая проходит в исключительно здоровой политической обстановке в республике, в атмосфере высокой общественно-политической и трудовой активности трудящихся по выполнению исторических решений XXVII съезда КПСС.

С учётом оперативной обстановки и в соответствии с указанием КГБ СССР № 27с от 5 апреля 1986 г. Комитетом госбезопасности республики и его органами на местах разработаны и осуществляются конкретные мероприятия, направленные на своевременное извлечение информации о замыслах противника, выявление и срыв разведывательно-подрывных акций спецслужб империалистических государств.
В то же время, поступали сообщения о высоком уровне радиационного загрязнения не только в Чернобыле и Киевской области, а в целом в Европе. По состоянию на 7 утра 1 мая республиканское Управление по гидрометеорологическому контролю окружающей среды фиксирует движение воздушных масс из района Чернобыля и превышение природного фона излучения в Киеве до 550—1200 микрорентген в час.
Однако республиканское руководство, в частности, Владимир Щербицкий и председатель Президиума Верховного Совета УССР Валентина Шевченко, санкционируют проведение демонстрации. Впоследствии оба руководителя будут оправдывать себя, заявляя, что принимали решение под давлением Москвы. В то же время они не проявили решимости, не настояли на отмене массовых мероприятий и скрыли от людей информацию о радиационной угрозе.

## Первомай 1986 года
Мероприятия по случаю Первомая начались в 10:00. Колонны демонстрантов двинулись по Красноармейской (Большой Васильковской) улице, по Крещатику к площади Октябрьской революции (Майдан Незалежности). Во главе колонны демонстрантов шли девушки в вышиванках и венчиках с лентами. К акции привлекли работников киевских предприятий и организаций, в частности, заводов «Большевик», «Ленинская кузница» и других. Колонну запирали студенты и школьники.
На площади установили трибуну, на которой демонстрантов встречали первый секретарь ЦК КПУ Владимир Щербицкий и глава Президиума Верховного Совета УССР Валентина Шевченко. На почётных местах у трибуны собрались руководители министерств и ведомств, депутаты Верховного Совета СССР, ветераны партии и войны, передовики производства, деятели науки и культуры. В демонстрации 1 мая 1986 года, официально продолжавшейся час двадцать минут, в общей сложности приняло участие около 120 тысяч демонстрантов.

## Другие массовые мероприятия в Киеве в мае 1986 года
В мае 1986 года в Киеве, кроме демонстрации, были проведены другие массовые мероприятия. 6 мая состоялся первый этап 39-х Международных велогонок Мира. А 9 мая отметили День Победы.

## Последствия
Выведение на первомайскую демонстрацию детей, сокрытие правды об аварии и её последствиях способствовали усилению национально-демократического и экологического движений в Украине. Во многих регионах распространились акции протеста против существования в Украине атомных электростанций. В конце концов, Чернобыльская катастрофа и официальная реакция на неё, продемонстрированная Москвой, стала одной из причин распада СССР. Это признал даже бывший советский руководитель Михаил Горбачёв, заявивший, что Чернобыльская авария стала катализатором политики гласности. После аварии новые демократические средства массовой информации начали разоблачать другие недостатки советской системы и запустили цепную реакцию, что привело к окончательному распаду Советского Союза.